# Puchar Interkontynentalny w piłce nożnej
Puchar Interkontynentalny (ang. Intercontinental Cup), znany również jako Toyota Cup – coroczny turniej piłkarski rozgrywany w latach 1960–2004. Był zwyczajowo starciem pomiędzy triumfatorem najbardziej prestiżowych europejskich rozgrywek klubowych Pucharu Europy Mistrzów Krajowych (od 1993 roku Ligi Mistrzów) a zwycięzcą ich południowoamerykańskiego odpowiednika Copa Libertadores. Początkowo miał formę dwumeczu, który od 1980 roku zastąpiono pojedynczym spotkaniem, rozgrywanym na neutralnym terenie. Pierwszym zdobywcą trofeum był Real Madryt, który pokonał CA Peñarol w dwumeczu 5:1. W roku 2004 odbyła się ostatnia edycja turnieju pod nazwą Puchar Interkontynentalny, w którym zwyciężyło FC Porto pokonując w rzutach karnych 8:7 kolumbijskie Once Caldas. Od 2005 roku turniej rozgrywany jest na nowych zasadach i pod nową nazwą Klubowe Mistrzostwa Świata FIFA (ang. FIFA Club World Cup). W dniu 27 października 2017 r. FIFA ogłosiła, że wszyscy zwycięzcy pucharu międzykontynentalnego są uważani za mistrzów świata. W 2024 Puchar Interkontynentalny został reaktywowany.

## Historia[4]
W 1955 roku UEFA zainicjowała nowy międzynarodowy turniej klubowy o nazwie European Champion Clubs' Cup, czyli Puchar Europy Mistrzów Klubowych (z czasem zaczęła funkcjonować nazwa skrócona European Cup, czyli Puchar Europy). Rozgrywki te były poprzednikiem dzisiejszej Ligi Mistrzów (UEFA Champions League). W 1960 roku w Ameryce Południowej powstał odpowiednik europejskiego turnieju, który otrzymał nazwę Copa Libertadores de América, czyli Puchar Wyzwolicieli Ameryki, funkcjonujący pod skróconą nazwą Copa Libertadores (Puchar Wyzwolicieli). Nazwa jest hołdem dla Wyzwolicieli, będącymi bohaterami południowoamerykańskich wojen o niepodległość.
Pierwsza edycja Copa Libertadores zakończyła się 19 czerwca 1960 roku, natomiast już 3 lipca tego roku doszło do rywalizacji pomiędzy CA Peñarol z Urugwaju a Realem Madryt, który wygrał Puchar Europy Mistrzów Klubowych. Zwycięsko z tej rywalizacji wyszedł klub z Europy. W ten sposób powstał kolejny turniej klubowy pod nazwą The European/South American Cup, w wolnym tłumaczeniu Puchar Europejsko-Południowoamerykański, funkcjonujący również pod nazwą Puchar Międzykontynentalny lub Puchar Interkontynentalny (Intercontinental Cup). W dużym skrócie Puchar Interkontynentalny był rywalizacją pomiędzy najlepszym klubem strefy UEFA a najlepszym klubem strefy CONMEBOL. W latach 1960–1979 rywalizacja ta miała postać dwumeczu rozgrywanego na stadionach jednego z finalistów turnieju.
W 1980 roku oficjalnym sponsorem turnieju została Toyota, która ufundowała dodatkowo drugie trofeum Toyota Cup (Puchar Toyoty), przez co cały turniej również tak zaczęto nazywać (Puchar Interkontynentalny wręczano kapitanowi zwycięskiej drużyny a Puchar Toyoty wręczano wicekapitanowi). Wraz z objęciem patronatu przez Toyotę rozgrywki przeniesiono do Japonii oraz zrezygnowano z rozgrywania dwumeczu na rzecz jednego meczu finałowego. W latach 1980–2001 mecz ten przeprowadzano na Stadionie Narodowym w Tokio a w latach 2002-2004 na Stadionie Międzynarodowym w Jokohamie. W 2004 roku Puchar Toyoty odbył się po raz ostatni.
Od początku istnienia Puchar Interkontynentalny odbywał się bez udziału FIFA, która rywalizowała z UEFA o kontrolę nad turniejami międzynarodowymi. W związku z tym w 2000 roku FIFA postanowiła zorganizować własny turniej wyłaniający najlepszą klubową drużynę świata. W tym roku w Brazylii odbyły się Klubowe Mistrzostwa Świata FIFA (FIFA Club World Championship). Uczestnikami miały być najlepsze kluby poszczególnych kontynentów. Drugie Klubowe Mistrzostwa Świata miały się odbyć w Hiszpanii w 2001 roku, jednak z powodu finansowych problemów partnera FIFA i sponsora turnieju firmy ISL drugie mistrzostwa nie odbyły się w roku 2001 ani w kolejnych latach.
Skłoniło to władze FIFA do kompromisu polegającego na połączeniu obu turniejów, Pucharu Toyoty i Klubowych Mistrzostw Świata w jeden nowy, który przyjął nazwę FIFA Club World Championship Toyota Cup (Klubowe Mistrzostwa Świata FIFA - Puchar Toyoty). Premierowa edycja odbyła się w 2005 roku. FIFA ufundowała nowe trofeum dla zwycięzcy, a mecze tradycyjnie odbywały się w Japonii, z finałem na Stadionie Międzynarodowym w Jokohamie. W turnieju uczestniczyło sześć klubów, każdy z nich był zwycięzcą rozgrywek o miano najlepszej drużyny na swoim kontynencie, tj.: zwycięzca europejskiej Ligi Mistrzów (UEFA Chamions League), zwycięzca południowoamerykańskiego Pucharu Wyzwolicieli (Copa Libertadores), zwycięzca afrykańskiej Ligi Mistrzów (CAF Champions League), zwycięzca azjatyckiej Ligi Mistrzów (AFC Champions League), zwycięzca Ligi Mistrzów Oceanii (OFC Champions League) oraz zwycięzca północnoamerykańskiej Ligi Mistrzów (CONCACAF Champions League). W 2006 roku nazwę rozgrywek zmieniono na FIFA Club World Cup (Klubowy Puchar Świata FIFA).

## Mecze o Puchar Interkontynentalny

### Puchar Interkontynentalny
- 1960:  CA Peñarol -  Real Madryt 0:0, 1:5(0:4)
- 1961:  SL Benfica -  CA Peñarol 1:0(0:0), 0:5(0:4), 1:2(1:2)
- 1962:  Santos FC -  SL Benfica 3:2(1:0), 5:2(2:0)
- 1963:  A.C. Milan -  Santos FC 4:2(2:0), 2:4(2:0), 0:1(0:1)
- 1964:  CA Independiente -  Inter Mediolan 1:0(0:0), 0:2(0:2), 0:1(0:0, 0:0, 0:0), po dogrywce
- 1965:  Inter Mediolan -  CA Independiente 3:0(2:0), 0:0
- 1966:  CA Peñarol -  Real Madryt 2:0, 2:0(2:0)
- 1967:  Celtic F.C. -  Racing Club Buenos Aires 1:0, 1:2, 0:1
- 1968:  Estudiantes de La Plata -  Manchester United 1:0(1:0), 1:1(1:0)
- 1969:  A.C. Milan -  Estudiantes de La Plata 3:0, 1:2
- 1970:  Estudiantes de La Plata -  Feyenoord 2:2, 0:1
- 1971:  Panathinaikos AO -  Club Nacional de Football 1:1, 1:2
- 1972:  CA Independiente -  AFC Ajax 1:1(0:1), 0:3
- 1973:  Juventus F.C. -  CA Independiente 0:1
- 1974:  CA Independiente -  Atlético Madryt 1:0(1:0), 0:2(0:1)
- 1975: mecz się nie odbył
- 1976:  Bayern Monachium -  Cruzeiro EC 2:0, 0:0
- 1977:  Boca Juniors -  Borussia Mönchengladbach 2:2(1:2), 3:0(3:0)
- 1978: mecz się nie odbył
- 1979:  Malmö FF -  Club Olimpia 0:1, 1:2
- 1980:  Club Nacional de Football -  Nottingham Forest F.C. 1:0(1:0)
- 1981:  CR Flamengo -  Liverpool F.C. 3:0
- 1982:  CA Peñarol -  Aston Villa 2:0(1:0)
- 1983:  Gremio Porto Alegre -  Hamburger SV 2:1 (1:0, 1:1, 2:1), po dogrywce
- 1984:  CA Independiente -  Liverpool F.C. 1:0(1:0)
- 1985:  Juventus F.C. -  Argentinos Juniors 2:2(0:0, 2:2, 2:2), po dogrywce, karne: 4:2
- 1986:  River Plate -  Steaua Bukareszt 1:0(1:0)
- 1987:  FC Porto -  CA Peñarol 2:1 (1:0, 1:1, 1:1), po dogrywce
- 1988:  Club Nacional de Football - PSV Eindhoven 2:2(1:0, 1:1, 1:2), po dogrywce, karne: 7:6
- 1989:  A.C. Milan -  Atlético Nacional 1:0 (0:0, 0:0, 0:0), po dogrywce
- 1990:  A.C. Milan -  Club Olimpia 3:0(1:0)
- 1991:  FK Crvena zvezda Belgrad -  CSD Colo-Colo 3:0(1:0)
- 1992:  São Paulo FC -  FC Barcelona 2:1(1:1)
- 1993:  São Paulo FC -  A.C. Milan 3:2(1:0) (początkowo zamiast Milanu miał grać Olympique Marsylia, ale został wykluczony z powodu ustawiania meczów, jego miejsce zajął finalista Ligi Mistrzów)
- 1994:  CA Vélez Sarsfield -  A.C. Milan 2:0(0:0)
- 1995:  AFC Ajax -  Gremio Porto Alegre 0:0, po dogrywce, karne: 4:3
- 1996:  Juventus F.C. -  River Plate 1:0(0:0)
- 1997:  Borussia Dortmund -  Cruzeiro EC 2:0(1:0)
- 1998:  Real Madryt -  CR Vasco da Gama 2:1(1:0)
- 1999:  Manchester United -  SE Palmeiras 1:0(1:0)
- 2000:  Club Atlético Boca Juniors -  Real Madryt 2:1(2:1)
- 2001:  Bayern Monachium -  Boca Juniors 1:0(0:0, 0:0, 0:0), po dogrywce
- 2002:  Real Madryt -  Club Olimpia 2:0(1:0)
- 2003:  Boca Juniors -  AC Milan 1:1(1:1, 1:1, 1:1), po dogrywce, karne: 3:1
- 2004:  FC Porto -  Once Caldas 0:0, po dogrywce, karne: 8:7
- 2024:  Real Madryt -  Pachuca 3:0 (1:0)

## Statystyki

### Według drużyn
| Drużyna                   | Triumfator | Lata wygranych         |
| ------------------------- | ---------- | ---------------------- |
| Real Madryt               | 4          | 1960, 1998, 2002, 2024 |
| Peñarol                   | 3          | 1961, 1966, 1982       |
| AC Milan                  | 3          | 1969, 1989, 1990       |
| Nacional                  | 3          | 1971, 1980, 1988       |
| Boca Juniors              | 3          | 1977, 2000, 2003       |
| Santos FC                 | 2          | 1962, 1963             |
| Inter Mediolan            | 2          | 1964, 1965             |
| AFC Ajax                  | 2          | 1972, 1995             |
| CA Independiente          | 2          | 1973, 1984             |
| Bayern Monachium          | 2          | 1976, 2001             |
| Juventus F.C.             | 2          | 1985, 1996             |
| FC Porto                  | 2          | 1987, 2004             |
| São Paulo FC              | 2          | 1992, 1993             |
| Racing Club de Avellaneda | 1          | 1967                   |
| Estudiantes La Plata      | 1          | 1968                   |
| Feyenoord                 | 1          | 1970                   |
| Atlético Madryt           | 1          | 1974                   |
| Olimpia                   | 1          | 1979                   |
| CR Flamengo               | 1          | 1981                   |
| Grêmio                    | 1          | 1983                   |
| River Plate               | 1          | 1986                   |
| FK Crvena zvezda Belgrad  | 1          | 1991                   |
| Vélez Sársfield           | 1          | 1994                   |
| Borussia Dortmund         | 1          | 1997                   |
| Manchester United         | 1          | 1999                   |

### Według kraju
| Kraj       | Drużyny | Triumfy | Lata wygranych                                       |
| ---------- | ------- | ------- | ---------------------------------------------------- |
| Argentyna  | 6       | 9       | 1967, 1968, 1973, 1977, 1984, 1986, 1994, 2000, 2003 |
| Brazylia   | 6       | 6       | 1962, 1963, 1981, 1983, 1992, 1993                   |
|            |         |         |                                                      |
| Włochy     | 3       | 7       | 1964, 1965, 1969, 1985, 1989, 1990, 1996             |
| Urugwaj    | 2       | 6       | 1961, 1966, 1971, 1980, 1982, 1988                   |
| Hiszpania  | 2       | 5       | 1960, 1974, 1998, 2002, 2024                         |
| Niemcy     | 2       | 3       | 1976, 1997, 2001                                     |
| Holandia   | 2       | 3       | 1970, 1972, 1995                                     |
| Portugalia | 1       | 2       | 1987, 2004                                           |
| Paragwaj   | 1       | 1       | 1979                                                 |
| Jugosławia | 1       | 1       | 1991                                                 |
| Anglia     | 1       | 1       | 1999                                                 |

### Według kontynentu
| Kontynent          | Drużyny | Kraje | Triumfy |
| ------------------ | ------- | ----- | ------- |
| Ameryka Południowa | 13      | 4     | 22      |
| Europa             | 12      | 7     | 22      |

### Zawodnik turnieju/meczu
Od roku 1980
| Rok  | Zawodnik             | Klub                     |
| ---- | -------------------- | ------------------------ |
| 2024 | Vinícius Júnior      | Real Madryt              |
| 2004 | Maniche              | FC Porto                 |
| 2003 | Matías Donnet        | Boca Juniors             |
| 2002 | Ronaldo              | Real Madryt              |
| 2001 | Samuel Kuffour       | Bayern Monachium         |
| 2000 | Martín Palermo       | Boca Juniors             |
| 2000 | Edílson              | Corinthians Paulista     |
| 1999 | Ryan Giggs           | Manchester United        |
| 1998 | Raúl                 | Real Madryt              |
| 1997 | Andreas Möller       | Borussia Dortmund        |
| 1996 | Alessandro Del Piero | Juventus F.C.            |
| 1995 | Danny Blind          | AFC Ajax                 |
| 1994 | Omar Asad            | Vélez Sársfield          |
| 1993 | Cerezo               | São Paulo FC             |
| 1992 | Raí                  | São Paulo FC             |
| 1991 | Vladimir Jugović     | FK Crvena zvezda Belgrad |
| 1990 | Frank Rijkaard       | AC Milan                 |
| 1989 | Alberigo Evani       | AC Milan                 |
| 1988 | Santiago Ostolaza    | Nacional                 |
| 1987 | Rabah Madjer         | FC Porto                 |
| 1986 | Antonio Alzamendi    | River Plate              |
| 1985 | Michel Platini       | Juventus F.C.            |
| 1984 | José Percudani       | Independiente            |
| 1983 | Renato Gaúcho        | Grêmio                   |
| 1982 | Jair                 | Peñarol                  |
| 1981 | Zico                 | CR Flamengo              |
| 1980 | Waldemar Victorino   | Nacional                 |